# MG 7
O  7 é um sedan médio da MG.